# Mikaël Archambault
 (août 2025).
Motif : Aucune source centrée
- Archive Wikiwix
- Bing
- Cairn
- DuckDuckGo
- E. Universalis
- Gallica
- Google
- G. Books
- G. News
- G. Scholar
- Persée
- Qwant
- (zh) Baidu
- (ru) Yandex

| 1. | Préciser le motif de la pose du bandeau. | Précisez le motif de la pose du bandeau en utilisant la syntaxe suivante : {{admissibilité à vérifier\|date=août 2025\|motif=remplacez ce texte par le motif}}                          |
| 2. | Informer les utilisateurs concernés.     | Pensez à avertir le créateur de l'article, par exemple, en insérant le code ci-dessous sur sa page de discussion : {{subst:avertissement admissibilité à vérifier\|Mikaël Archambault}} |

 (août 2025).
Mikaël Archambault est un auteur québécois. En plus de faire carrière comme scénariste et comme scripteur dans le domaine de l’humour, il a publié neuf romans, dont plusieurs best-sellers. .

## Biographie

### Formation
Mikaël Archambault est diplômé du programme d’écriture humoristique de l’École nationale de l’humour (2010) et est détenteur d’un baccalauréat en études littéraires à l’Université du Québec à Montréal (2014).

### Carrière
En 2022, Mikaël Archambault fait paraître le thriller policier Dernière manche, la première enquête du journaliste sportif Gaétan Tanguay. Le succès étant au rendez-vous, trois nouveaux romans verront le jour : En échappée (2023), Hors-jeu (2023) et Fausse balle (2024), tous publiés aux Éditions de Mortagne.
Après le succès des enquêtes de Gaétan Tanguay, il récidive avec une nouvelle série policière mettant cette fois en vedette l’escroc Ana Blanc dans le roman L’homme au masque de chair.
En 2024, il publie son premier roman d’horreur, Destination extrême : Fontaine de Jouvence.
Mikaël Archambault a aussi contribué à l’écriture de nombreuses émissions télévisées, dont Piment fort, Au pays des têtes à claques, Caméra Café, Ici Laflaque, Prière de ne pas envoyer de fleurs, Star Académie, La Voix, L’expérience Messmer, Arrange-toi avec ça et Selon l’opinion comique.
Il a également collaboré à de nombreux galas d’humour et one-man-shows, notamment ceux de Rachid Badouri, Billy Tellier, et Martin Vachon.

## Oeuvre

### Romans

#### Série policièreGaétan Tanguay
1. Dernière manche, Éditions de Mortagne, 2022.
2. En échappée, Éditions de Mortagne, 2023.
3. Hors-jeu, Éditions de Mortagne, 2023.
4. Fausse balle, Éditions de Mortagne, 2024.

#### Série policièreAna Blanc
1. L'homme au masque de chair, Éditions de Mortagne, 2025.

#### Autres romans
- Destination extrême : Fontaine de Jouvence, Éditions de Mortagne, 2024.
- La mort des corbeaux, Éditions Goélette, 2021.
- Rage de sucre, Éditions Goélette, 2020.
- L'homme de ses rêves, Éditions Hurtubise, 2018.

#### Nouvelles
- Le retour des corbeaux, autoédition, 2024.
- Un cœur qui bat, dans Esprits tordus volume 3 : Un pas vers la folie, autoédition, 2023.

### Télévision
- La Voix, TVA, 2023-2024.
- Star Académie, TVA, 2022.
- Caméra café 2.0, TVA, 2020-2021.
- Les histoires bizarres du professeur Zarbi, Télétoon, 2019-2020.
- Animania, TVA, 2019.
- Prière de ne pas envoyer de fleurs, Radio-Canada, 2018.
- L’expérience Messmer, TVA, 2018-2019.
- Lâchés lousses, TVA, 2018.
- Le nouveau show, Radio-Canada, 2016.
- La trappe, VrakTV, 2016.
- Piment fort, TVA, 2015-2016.
- Les enfants Roy, VrakTV, 2015.
- Au pays des têtes à claques, Télétoon, 2014-2015.
- Juste pour rire en direct, TVA, 2014-2017.
- Les Hyp-Gags[10], Z télé, 2014-2015.
- Les champions du web, V télé, 2014-2015.
- Brassard en direct d'aujourd'hui, V télé, 2013-2014.
- Arrange-toi avec ça, VrakTV, 2012-2015.
- Selon l’opinion comique, MaTV, 2012-2015.
- Caméra Café, TVA, 2010-2011.

### Humour
- Kicker la ruche, Billy Tellier, 2024.
- Entre histoires et illusions, Alain Choquette, 2024.
- Ah, caramel !, Martin Vachon, 2024.
- Gala ComediHa ! de Rachid Badouri, 2020.
- Les fleurs du tapis, Rachid Badouri, 2020.
- Gala Juste pour rire de Laurent Paquin, 2019.
- Hypocrite(s), Billy Tellier, 2019.
- Premier rendez-vous, Martin Vachon, 2018.
- Gala ComediHa ! de Mario Tessier et Véronique Clabeau, 2018.
- Gala des Prix Gémeaux, 2017.
- Gala ComediHa ! de Mario Jean et Billy Tellier, 2016-2017.
- Gala Juste pour rire de Guy Jodoin, 2015.
- Gala Juste pour rire de Saguenay, 2014.
- Gala Juste pour rire de Gatineau, 2014.
- Rechargé, Rachid Badouri, 2013.
- La loi du plus fort, Billy Tellier, 2013.
- Gala hommage à Jean-Marc Parent, Juste pour rire, 2013.
- Anthony Kavanagh joue à domicile, 2012.
- Gala Juste pour rire de Laval, 2012.
- Gala Grand Rire de Mario Jean, Radio-Canada, 2011.

### Radio
- Debout les comiques, CKOI, 2019-2022.
- Les poids lours du retour, CKOI, 2014-2015.